# Książ Wielkopolski
Książ Wielkopolski é um município da Polônia, na voivodia da Grande Polônia e no condado de Śrem. Estende-se por uma área de 1,96 km², com 2 745 habitantes, segundo os censos de 2016, com uma densidade de 1 400,5 hab/km².